# Tschwarzenberg
Der Tschwarzenberg ist eine 882 m ü. A. hohe Erhebung in der Gemeinde Feldkirchen in Kärnten in Kärnten in den Wimitzer Bergen. Von den Einheimischen wird der Tschwarzenberg oft auch einfach „Tschwarzen“ wie die gleichlautende Katastralgemeinde bzw. Ortschaft genannt.

## Lage und Umgebung
Der Tschwarzenberg steht recht isoliert am südlichen Rand der Wimitzer Berge am Nordrand des Klagenfurter Beckens und ist einer der Hausberge der Stadt Feldkirchen in Kärnten. 

## Routen zum Gipfel
Auf den Gipfel des Tschwarzenberges führen mehrere Wanderwege aus der Stadt Feldkirchen bzw. aus der Ortschaft Haiden.